# Porto di Paranaguá
Il Porto di Paranaguá (in portoghese: Porto de Paranaguá) è uno dei principali porti di Brasile e America Latina. È un porto marittimo situato nella città di Paranaguá, Paraná. È il secondo porto più grande del Brasile per tonnellaggio e il terzo per trasporto di container. È il principale porto di esportazione di prodotti agricoli in Brasile, in particolare soia e farina di soia.

## Descrizione
Il sistema di accesso terrestre al porto è costituito dalla BR-277, dalla PR 401, dalla PR 411, dalla PR 410 e dalla PR 412. L'accesso ferroviario avviene attraverso la ferrovia Sul-Atlântico S/A, Rete Sud, dell'ex Superintendência Regional Curitiba (SR 5), della Rede Ferroviária Federal S.A. (RFFSA). Il terminal container di Paranaguá è l'unico nel sud del Brasile ad avere una ferrovia diretta.
Il porto di Paranaguá ha la sua area di influenza spazia dagli stati del Mato Grosso do Sul, Mato Grosso, Santa Catarina, Rio Grande do Sul, Paraná, Minas Gerais, parte di San Paolo sino al confinante Paraguay.
Nel 1935, Paranaguá stava per esportare mate e caffè e importare manufatti dall'Europa. Il porto, a soli 400 metri, ha movimentato 91.500 tonnellate nel suo primo anno. La stessa di una singola nave che si è imbarcata, nel 2020, nella più grande operazione di farina di soia nel porto di Paraná. Con oltre 50 milioni di tonnellate movimentate durante l'anno, Paranaguá ha compiuto 85 anni movimentando 500 volte più carichi oggi di quanto operasse al momento della sua fondazione.
Dall'arrivo della prima nave straniera, l'inglese Somme, le dimensioni e il numero di navi che hanno attraccato nel porto sono cambiate. Negli anni '30, ogni anno ormeggiarono circa 400 piccole imbarcazioni e moto d'acqua. Oggi sono più di 2.000, più di 330 metri di lunghezza e 42 metri di larghezza.
Il traffico marittimo è cresciuto con il dragaggio e il miglioramento delle infrastrutture. Il primo dragaggio nel porto di Paranaguá risale al 1936, ma fu solo nel 1948 che la profondità aumentò lungo il molo e il bacino di evoluzione.
In otto decenni, i tipi di prodotti trattati hanno trasformato il porto di Paraná. Nel 1965, ad esempio, il porto di Paranaguá era il più grande esportatore di caffè al mondo. Con la fine del ciclo di produzione, negli anni '70, arrivarono le spedizioni di mais e legname. Porto ha già esportato carichi come il mentolo cristallizzato, che era la base per la produzione di dentifricio e menta. Sono stati caricati sulle navi in barili e scatole; Aveva già la spedizione di lecitina di soia, olio di sassofrasso, manico di scopa e persino un quadrato di guatambu (legno d'avorio), che veniva esportato in Europa per realizzare gambe di mobili, oltre a legni nobili come pino e cannella.
Attualmente, Paranaguá è il primo porto in Brasile nell'esportazione di farina di soia e olio vegetale, il secondo nell'esportazione di zucchero, carta (bobina), prodotti congelati, alcol e veicoli e il terzo nella spedizione di soia e legno. Il porto di Paraná è anche un leader nell'importazione di fertilizzanti e rappresenta il 34% di tutte le importazioni di fertilizzanti nel paese.

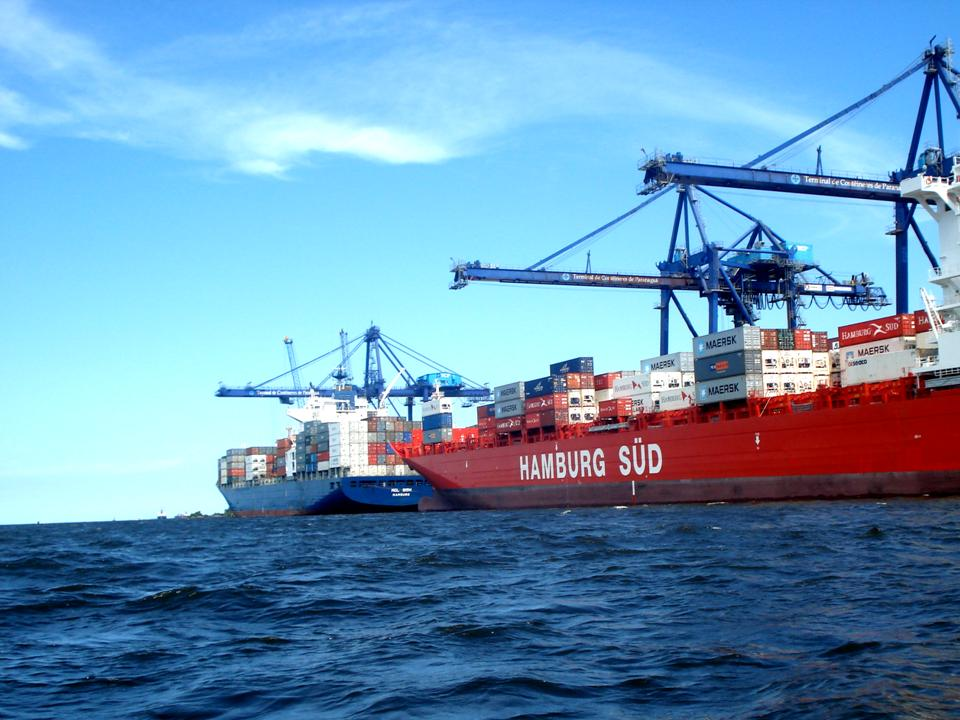
Porto di Paranaguá

Nel 2020 ha presentato più di 57 milioni di tonnellate di movimento di prodotto. Con 14,2 milioni di tonnellate di semi di soia esportati, 5,4 milioni di tonnellate di farina di soia e 2,5 milioni di tonnellate di mais.
Il porto di Paranaguá è il più grande porto per rinfuse dell'America Latina. È anche il terzo porto per container più grande del Brasile, superato solo da Itajaí e Santos. È il più grande porto del Brasile per l'esportazione di cereali. Esporta e importa cereali, fertilizzanti, contenitori, liquidi, automobili, legno, carta, sale e zucchero, tra gli altri. La maggior parte delle navi di altri paesi provengono da Stati Uniti, Cina, Giappone e Corea del Sud.